# 矜羯羅
矜羯羅，梵名為Kiṃkara，是不動明王的眷屬，八大童子中的第7位。
此外，也指數目的單位名，在俱舍論中十二曰：「十大缽羅度多為矜羯羅，十矜羯羅為大矜羯羅。」

## 概要

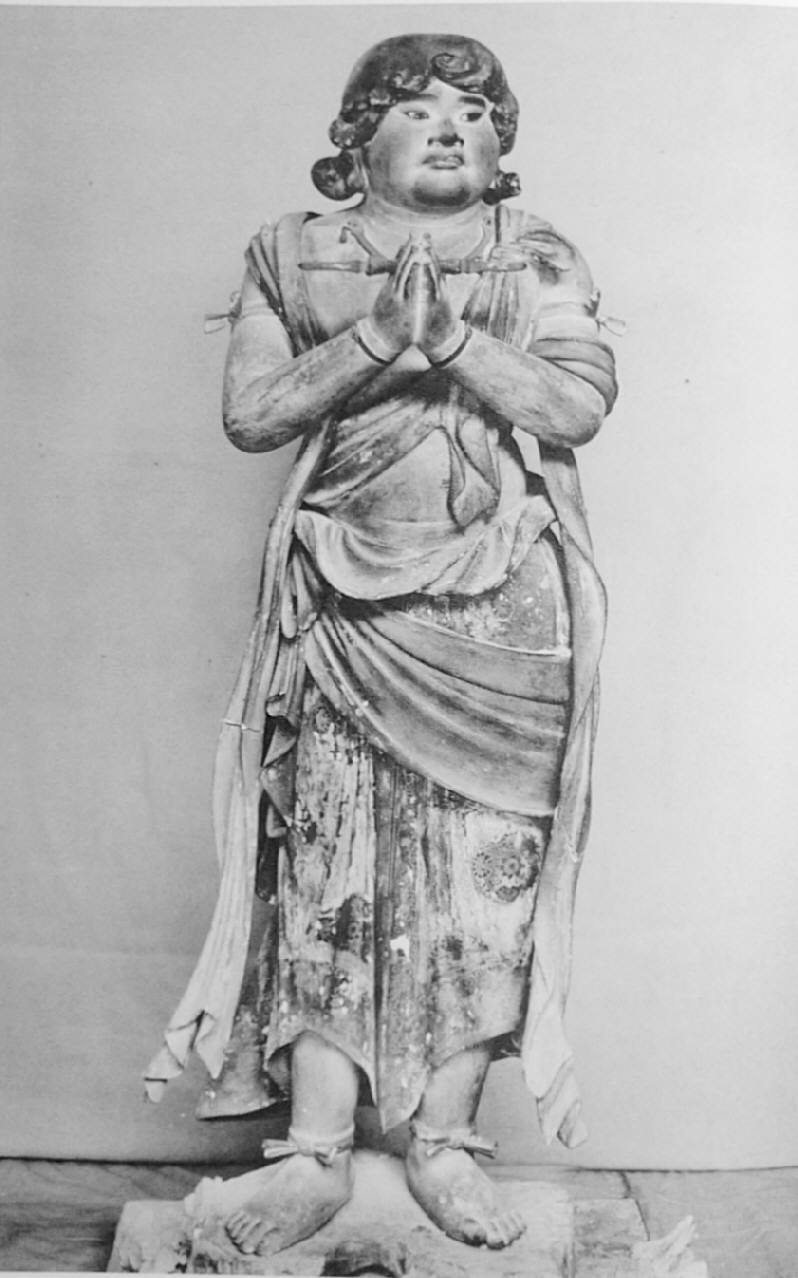
運慶作 高野山

在不動三尊中，與制多迦 （Ceṭaka）共同為不動明王的脇侍。通常在不動明王左邊（面相雕像的話，是右手邊）的位置。
「矜羯羅」梵語是由疑問詞的矜 （kiṃ） 和有「作為」意思的羯羅 （kara）所合成，直譯是指「問該怎麼做、按照命令所為」的意思，原是指奴僕或侍從的普通名詞，但在矜羯羅表示為不動明王的奴僕三昧之場合時，則包含有對佛法恭敬的意味。
以十五歳左右的童子之姿呈現，戴有蓮華冠，肌膚為白肉色。合掌、拇指和食指間持有獨鈷杵，身著天衣和袈裟。

## 真言・種子・三昧耶形

### 真言
唵 達摩 矜羯羅 底瑟吒 曰𡆗

（oṃ dharma koṃgla tiṣṭa sra）

### 種子
種子字為tra、koṃ、koṃgla。

### 三昧耶形
三昧耶形為金剛杵和蓮華。

## 相關藝術作品
- 京都青蓮院的不動明王圖「青不動」
- 高野山明王院的不動明王圖「赤不動」
- 高野山金剛峯寺的不動八大童子像 （1尊）